# Teenage Mutant Ninja Turtles (série de 2012)
Teenage Mutant Ninja Turtles (Tartarugas Ninja em Portugal e As Tartarugas Ninja no Brasil) é uma série de desenho animado americana desenvolvida pela Nickelodeon Animation Studios, inspirada na franquia de mesmo nome e exibida pela primeira vez em 29 de setembro de 2012 na Nickelodeon de seu país de origem.  Um trailer oficial que foi lançado em 21 de junho de 2012, indo ao ar na Nickelodeon americana no sábado seguinte, revelou novas vozes, animação e a música-tema remixada a partir da série de 1987. Nesta série as Tartarugas tem um novo bordão: "Booyakasha!" ao invés de "Cowabunga!".  A Nickelodeon encomendou 4 temporadas de 26 episódios e uma última temporada de 20 episódios. 

## Half-Shell Heroes: Blast to the Past
Em 22 de Novembro, 2015, Nickelodeon exibiu um especial animado em 2D chamado  Half-Shell Heroes: Blast to the Past (lançado no Brasil com o título  Half-Shell Heroes: Heróis do Pasado). No especial, as Tartarugas Ninja são transportados acidentalmente para o período cretáceo por um antigo meteorito e devem trabalhar juntos com novos aliados dinossauros desse periódo para voltar ao seu próprio tempo e, simultaneamente, impedir possíveis predadores e uma facção do Triceratons. A editora Random House também publicou um livro baseado no especial enquanto Playmates lançado novos brinquedos de dinossauros para coincidir com o programa. O especial foi visto por 1,41 milhões de telespectadores.   Foi lançado em DVD, pela Nickelodeon e Paramount Home Media Distribution, em 15 de março de 2016.

## Revista em quadrinhos
Semelhante a série de 1987, que ganhou uma revista em quadrinhos chamada Teenage Mutant Ninja Turtles Adventures publicada pela Archie Comics, a IDW Publishing lançou uma revista spin-off chamada New Animated Adventures com aventuras originais, a partir de Julho de 2013. A série foi cancelada após 24 edições, e foi sucedido por uma nova revista chamada Amazing Adventures, que foi lançado em agosto de 2015. uma das principais razões do lançamento dessa revista foi a inclusão do Destruídor como um personagem vital nas histórias em quadrinhos, que haviam sido negligenciadas em New Animated Adventures.

## Lançamentos internacionais
| País/Região               | Canal                                               | Data de lançamento     | Título naquele país                                             |
| ------------------------- | --------------------------------------------------- | ---------------------- | --------------------------------------------------------------- |
| Estados Unidos · Canadá   | Nickelodeon YTV                                     | 29 de setembro de 2012 | Teenage Mutant Ninja Turtles                                    |
| Reino Unido · Irlanda     | Nickelodeon (UK & Ireland) Nicktoons (UK & Ireland) | 1 de outubro de 2012   | Teenage Mutant Ninja Turtles                                    |
| Austrália · Nova Zelândia | Nickelodeon (Australia) Nickelodeon (New Zealand)   | 8 de outubro de 2012   | Teenage Mutant Ninja Turtles                                    |
| Portugal                  | Nickelodeon Portugal                                | 1 de novembro de 2012  | Tartarugas Ninja                                                |
| Portugal                  | TVI                                                 | 17 de novembro de 2012 | Tartarugas Ninja                                                |
| Portugal                  | SIC K                                               | 1 de julho de 2022     | Tartarugas Ninja                                                |
| Brasil                    | Nickelodeon Brasil                                  | 12 de novembro de 2012 | Tartarugas Ninja As Tartarugas Ninjas                           |
| Brasil                    | Rede Bandeirantes                                   | 24 de junho de 2013    | Tartarugas Ninja As Tartarugas Ninjas                           |
| Brasil                    | SBT                                                 | 16 de março de 2015    | Tartarugas Ninja As Tartarugas Ninjas                           |
| Coreia do Sul             | Nickelodeon (South Korea)                           | 16 de dezembro de 2012 | 돌연변이 특공대 닌자 거북이                                     |
| Índia                     | Nickelodon (Índia)                                  | maio de 2013           | Teenage Mutant Ninja Turtles (Inglês) टीनेज म्यूटेंट निंजा टर्टल्स (Hindi) |
| Japão                     | TV Tokyo                                            | 4 de abril de 2014     | ミュータント タートルズ                                         |

## Recepção
IGN deu a série opiniões positivas, com uma classificação média de 8.4/10 para os primeiros 13 episódios.